# Victory Challenge
Victory Challenge est un syndicat suédois participant à la Coupe de l'America. Son propriétaire est Hugo Stenbeck (en).
Il a racheté le Black Magic II (NZL-38), le sister-ship du Black Magic (NZL-32) vainqueur de la Coupe de l'America en 2000, pour participer à la Coupe de l'America en 2003 à Auckland en Nouvelle-Zélande.

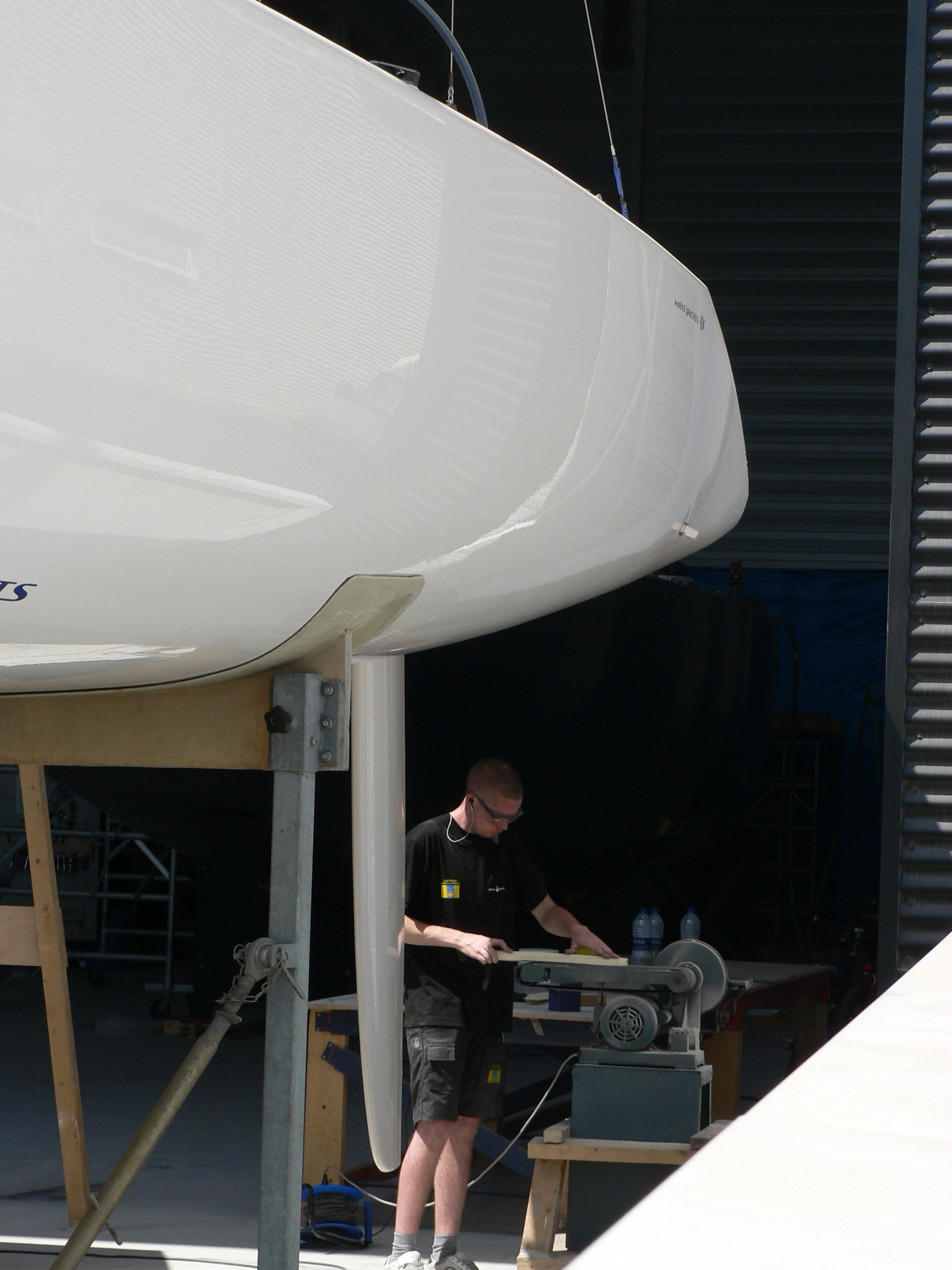
Victory Challenge